# Галва (Илиноис)
Галва (енгл. Galva) град је у америчкој савезној држави Илиноис. По попису становништва из 2010. у њему је живело 2.589 становника.

## Демографија
Према попису становништва из 2010. у граду је живело 2.589 становника, што је 169 (6,1%) становника мање него 2000. године.
| Група             | 2000.         | 2010.         |
| Белци             | 2.678 (97,1%) | 2.449 (94,6%) |
| Афроамериканци    | 7 (0,3%)      | 26 (1,0%)     |
| Азијати           | 3 (0,1%)      | 11 (0,4%)     |
| Хиспаноамериканци | 54 (2,0%)     | 80 (3,1%)     |
| Укупно            | 2.758         | 2.589         |